# Eugenia Picco

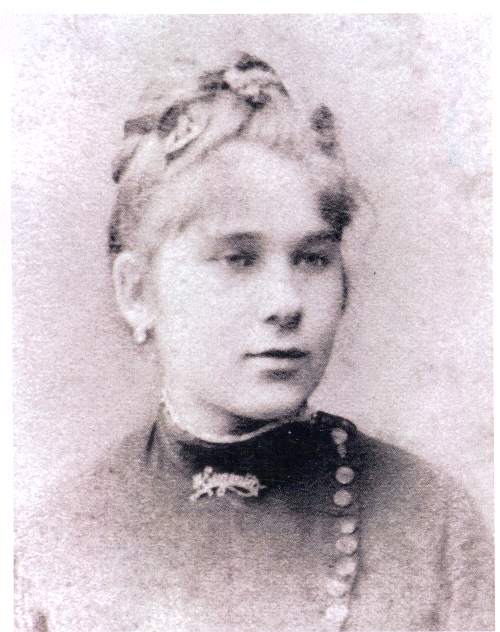
Eugenia Picco

Eugenia Picco (* 8. November 1867 in Crescenzago, Provinz Mailand; † 7. September 1921 in Parma), geboren als Maria Angela Picco, war eine italienische römisch-katholische Ordensfrau in der Kongregation der Kleinen Töchter der heiligen Herzen Jesu und Mariä. In der katholischen Kirche wird sie als Selige verehrt.

## Leben
Maria Angela Picco wurde am 8. November 1867 in Crescenzago bei Mailand geboren. Ihre Eltern waren Giuseppe Picco, ein berühmter blinder Geiger an der Scala, und Adelaide del Corno. Ihre Eltern sah sie nur gelegentlich, da sie wegen des Berufs des Vaters von Ort zu Ort zogen. So musste sie die meiste Zeit ihrer Kindheit bei der Familie ihres Vaters verbringen. Irgendwann kehrte ihre Mutter allein nach Hause zurück. Picco wurde zu ihr gebracht. Ihre Mutter hatte einen neuen Partner, Basilio Recalcati, mit dem sie drei Kinder bekam. Picco wurde erzählt, dass ihr Vater gestorben war, während die Eltern gemeinsam in den Vereinigten Staaten von Amerika waren.
Das Familienleben war wenig religiös und ihre Mutter wollte für ihre Tochter eine künstlerische Karriere. Picco aber verbrachte ihre freie Zeit am liebsten in der Kirche Sant’Ambrogio oder im Oratorium der Ursulinen, um sich ganz auf Gott zu konzentrieren. An einem Abend im Mai 1886 fühlte sie sich dazu berufen, eine Heilige zu werden, und spürte ihre Berufung zum Ordensleben. Picco wollte in die Gemeinschaft der Ursulinen in Mailand eintreten. Aber die Ursulinen empfahlen ihr, Mailand und damit die Nähe ihrer Familie, die ihre Pläne ablehnte, zu verlassen. Die Ursulinen teilten Piccos Wunsch dem Priester Agostino Chieppi mit. Dieser ermöglichte es ihr, dem von ihm selbst gegründeten Orden der Kleinen Töchter der heiligen Herzen Jesu und Mariä beizutreten. Am 31. August 1887 floh sie von zu Hause, um der Ordensgemeinschaft beizutreten. Sie begann ihr Noviziat in Parma am 26. August 1888 und legte am 10. Juni 1891 ihre erste Profess in die Hände von Chieppi ab. Im Orden nahm sie dann den Namen Anna Eugenia an. Ihre feierliche Profess legte sie am 1. Juni 1894 ab.
Picco diente als Archivarin und Novizenmeisterin in der Kongregation und wurde im Juni 1911 zur Generaloberin gewählt. Dieses Amt hatte sie bis zu ihrem Tod inne.
Als Oberin kümmerte sich Eugenia Picco weiterhin um die karitative Versorgung der Armen und Bedürftigen. Während des Ersten Weltkriegs widmete sie sich den Kriegsverwundeten, denen sie die Türen des Mutterhauses öffnete, wobei die Schwestern in Lazaretten arbeiteten. Sie widmete sich auch der Aufnahme und Erziehung der Kinder von bedürftigen Frontsoldaten.
Später litt Picco an einer degenerativen Knochenkrankheit, die dazu führte, dass ihr 1919 das rechte Bein amputiert werden musste.
Am 7. September 1921 starb sie, vermutlich an den Folgen einer Tuberkulose.

## Seligsprechung
Das Seligsprechungsverfahren wurde im September 1945 in Parma mit dem Informativprozess eröffnet. 1987 wurde die Positio der Kongregation für die Selig- und Heiligsprechungsprozesse übergeben.
Am 18. Februar 1989 wurde ihr von Papst Johannes Paul II. mit dem Dekret über ihre heroischen Tugenden der Titel Ehrwürdige Dienerin Gottes verliehen.
Die Untersuchung eines ihr zugeschriebenes Wunders – die Heilung von Camillo Talubingi Kingombe am 25. August 1992 in der Demokratischen Republik Kongo – wurde am 11. Oktober 1996 abgeschlossen und alle medizinischen Dokumente wurden nach Rom geschickt. Das Wunder wurde am 1. Dezember 1999 anerkannt und Johannes Paul II. gab am darauffolgenden 20. Dezember seine Zustimmung zur Seligsprechung.
Eugenia Picco wurde am 7. Oktober 2001 in Rom von Johannes Paul II. seliggesprochen.

## Gedenktag
Ihr Gedenktag in der Liturgie der Kirche ist der 7. September, ihr Todestag.